# Saint-Gilles (Indre)
Saint-Gilles es una comuna francesa situada en el departamento de Indre, en la región de Centro-Valle del Loira.

## Demografía
| 185 | 185 | 185 | 147 | 135 | 133 | 100 | 114 | 100 |
| Para los censos de 1962 a 1999 la población legal corresponde a la población sin duplicidades (Fuente: INSEE [Consultar]) |     |     |     |     |     |     |     |     |